# Dinar sudanès

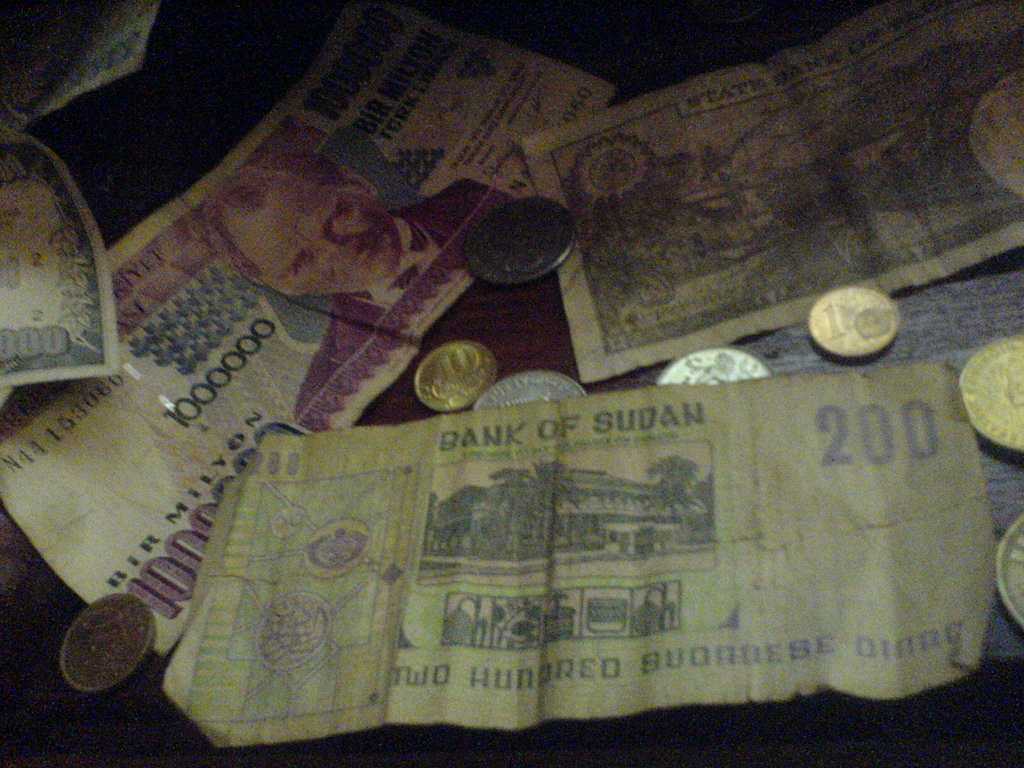
Bitllets de dinars.

El dinar sudanès (àrab: دينار سوداني, dīnār sūdānī, o simplement دينار, dīnār) ha estat la unitat monetària oficial del Sudan fins al gener del 2007, en què fou substituït per la lliura sudanesa, moneda amb què va coexistir fins a l'1 de juliol del 2007. El codi ISO 4217 era SDD i s'acostumava a abreujar sD. Se subdividia en 10 lliures (àrab: جنيه, junayh) i, també, en 100 piastres (àrab: قرش, qirx), fraccions que últimament ja no s'utilitzaven.
El dinar va ser introduït el 8 de juny de 1992 reemplaçant la lliura sudanesa a raó de 10 lliures per dinar (d'aquí venia una de les fraccions del dinar). El dinar sudanès va tenir una taxa de canvi fixa respecte del dinar libi al voltant d'uns 168 dinars sudanesos per dinar libi. A data 15 d'abril del 2006, la taxa de canvi era de 271,766 dinars per euro i 224,415 per dòlar EUA. Va tornar a ser substituït per la nova lliura sudanesa el 9 de gener del 2007, a raó de 100 dinars per lliura.
Emès pel Banc del Sudan (àrab: بنك السودان, Bank as-Sūdān), abans de la seva substitució per la lliura en circulaven monedes d'1, 2, 5, 10, 20 i 50 dinars, i bitllets de 50, 100, 200, 500, 1.000, 2.000 i 5.000 dinars. Els bitllets de 5, 10 i 25 dinars havien estat retirats de la circulació el gener del 2000.
El dinar no circulava al Sudan del Sud, on els preus es continuaven negociant en lliures, mentre que a Rumbek i Yei també era moneda d'ús corrent el xíling kenyà.